# Roger Byrne
Roger William Byrne (8. februar 1929 – 6. februar 1958) var en engelsk fodboldspiller, som spillede for Manchester United F.C., indtil han og hans holdkammerater omkom i München-ulykken, efter at have været i Yugoslavien og spille en kamp mod Røde Stjerne Beograd.